# Stora Mellösa
Stora Mellösa (uttal (fil)) är en tätort samt kyrkbyn i Stora Mellösa socken i Örebro kommun. Stora Mellösa ligger cirka 15 kilometer sydost om Örebro.

## Befolkningsutveckling
| Befolkningsutvecklingen i Stora Mellösa 1965–2020 | Befolkningsutvecklingen i Stora Mellösa 1965–2020 | Befolkningsutvecklingen i Stora Mellösa 1965–2020 | Befolkningsutvecklingen i Stora Mellösa 1965–2020 | Befolkningsutvecklingen i Stora Mellösa 1965–2020 |
| ------------------------------------------------- | ------------------------------------------------- | ------------------------------------------------- | ------------------------------------------------- | ------------------------------------------------- |
|                                                   |                                                   |                                                   |                                                   |                                                   |
| År                                                |                                                   |                                                   | Folkmängd                                         | Areal (ha)                                        |
| 1965                                              | 1965                                              |                                                   | 273                                               |                                                   |
| 1970                                              | 1970                                              |                                                   | 444                                               |                                                   |
| 1975                                              | 1975                                              |                                                   | 751                                               |                                                   |
| 1980                                              | 1980                                              |                                                   | 997                                               |                                                   |
| 1990                                              | 1990                                              |                                                   | 882                                               | 74                                                |
| 1995                                              | 1995                                              |                                                   | 837                                               | 74                                                |
| 2000                                              | 2000                                              |                                                   | 828                                               | 73                                                |
| 2005                                              | 2005                                              |                                                   | 780                                               | 73                                                |
| 2010                                              | 2010                                              |                                                   | 776                                               | 72                                                |
| 2015                                              | 2015                                              |                                                   | 801                                               | 102                                               |
| 2020                                              | 2020                                              |                                                   | 796                                               | 106                                               |
| Anm.: Ny tätort 1965                              |                                                   |                                                   |                                                   |                                                   |

## Idrott
Stora Mellösa började redan med sport 1923 men då var det först en kvinnlig gymnastikförening. År 1957 bildades fotbollslaget Stora Mellösas IF. Den 1 januari 1983 slogs Stora Mellösa IF och Åsbyvikens IF ihop till: Stora Mellösa Åsbyvikens IF. (SMÅ IF)
SMÅ IF:s hemmaarena heter: Tingstadsvallen och SMÅ IF spelar med röda tröjor hemma och blåa tröjor borta.